# Парафаленопсис
Парафаленопсис (лат. Paraphalaenopsis) — род многолетних травянистых растений семейства Орхидные.
Аббревиатура родового названия в промышленном и комнатном цветоводстве — Pps.
Род Парафаленопсис включает 4 вида и 1 естественный гибрид.
Распространены на Калимантане.
Эпифиты.
Некоторые представители рода и гибриды с их участием популярны в комнатном и оранжерейном цветоводстве, а также широко представлены в ботанических садах.

## Морфологическое описание
Моноподиальные растения мелких и средних размеров.
Стебли укороченные.
Листья цилиндрические от 35 см до 3 м (в культуре). Напоминают листья представителей рода Holcoglossum.
Соцветия короче листьев.
Цветки некоторых видов и гибридов имеют аромат корицы или спелых бананов.

## Виды
По информации базы данных The Plant List, род включает 5 видов:
- Paraphalaenopsis denevei (J.J.Sm.) A.D.Hawkes, 1963
- Paraphalaenopsis labukensis Shim, A.L.Lamb & C.L.Chan, 1981]]
- Paraphalaenopsis laycockii (M.R.Hend.) A.D.Hawkes, 1963
- Paraphalaenopsis serpentilingua (J.J.Sm.) A.D.Hawkes, 1963
- Paraphalaenopsis × thorntonii (Holttum) A.D.Hawkes, 1967 (= Pps. denevei × Pps. serpentilingua)

## Охрана исчезающих видов
Все виды рода Paraphalaenopsis входят в Приложение II Конвенции CITES. Цель Конвенции состоит в том, чтобы гарантировать, что международная торговля дикими животными и растениями не создаёт угрозы их выживанию.

## В культуре
Температурная группа зависит от экологии вида, от умеренной до тёплой.
Цветут весной и в начале лета. Цветки не увядают 2—3 недели.
Растения содержат в условиях с хорошей циркуляцией воздуха и высокой относительной влажностью воздуха.
Посадка на блок, реже в корзинки для эпифитов или горшки с субстратом из коры сосны крупной фракции (3-5 см).

## Искусственные межродовые гибриды
По данным The International Orchid Register .
- Paraphalaenopsis × Aerides = Pararides
- Paraphalaenopsis × Aerides × Arachnis × Ascocentrum × Rhynchostylis × Vanda = Dixuanara
- Paraphalaenopsis × Aerides × Ascocentrum × Rhynchostylis × Vanda = Valinara
- Paraphalaenopsis × Aerides × Rhynchostylis × Vanda = Ponterara
- Paraphalaenopsis × Arachnis = Pararachnis
- Paraphalaenopsis × Arachnis × Ascocentrum × Vanda = Purverara
- Paraphalaenopsis × Arachnis × Ascocentrum × Vanda × Vandopsis = Lavrihara
- Paraphalaenopsis × Arachnis × Renanthera = Paranthera
- Paraphalaenopsis × Arachnis × Renanthera × Vanda × Vandopsis = Oderara
- Paraphalaenopsis × Arachnis × Renanthera × Vandopsis = Spiessara
- Paraphalaenopsis × Arachnis × Vanda = Parandachnis
- Paraphalaenopsis × Arachnis × Vandopsis = Garayara
- Paraphalaenopsis × Ascocentrum = Paracentrum
- Paraphalaenopsis × Ascocentrum × Ascoglossum × Renanthera = Johnsonara
- Paraphalaenopsis × Ascocentrum× Neofinetia × Rhynchostylis × Vanda = Hirayamaara
- Paraphalaenopsis × Ascocentrum × Phalaenopsis × Vanda = Meirmosesara
- Paraphalaenopsis × Ascocentrum × Renanthera = Lachelinara
- Paraphalaenopsis × Ascocentrum × Renanthera × Vanda = Stearnara
- Paraphalaenopsis × Ascocentrum × Rhynchostylis = Ascorhynopsis
- Paraphalaenopsis × Ascocentrum × Rhynchostylis × Vanda = Menziesara
- Paraphalaenopsis × Ascocentrum × Vanda = Paravandrum
- Paraphalaenopsis × Ascoglossum × Renanthera = Ascoparanthera
- Paraphalaenopsis × Christensonia = Chrisnopsis
- Paraphalaenopsis × Esmeralda × Renanthera × Vanda × Vandopsis = Tomoderara
- Paraphalaenopsis × Luisia = Parisia
- Paraphalaenopsis × Phalaenopsis = Phalphalaenopsis
- Paraphalaenopsis × Phalaenopsis × Renanthera × Vandopsis = Huntingtonara
- Paraphalaenopsis × Renanthera = Pararenanthera
- Paraphalaenopsis × Renanthera × Rhynchostylis = Rundleara
- Paraphalaenopsis × Renanthera × Vanda = Paravandanthera
- Paraphalaenopsis × Renanthera × Vandopsis = Renanparadopsis
- Paraphalaenopsis × Rhynchostylis = Parastylis
- Paraphalaenopsis × Rhynchostylis × Vanda = Sweetara
- Paraphalaenopsis × Trichoglottis = Paraottis
- Paraphalaenopsis × Vanda = Paravanda
- Paraphalaenopsis × Vandopsis = Paravandopsis